# Batillipes rotundiculus
Espèce
Batillipes rotundiculus est une espèce de tardigrades de la famille des Batillipedidae. 

## Distribution
Cette espèce est endémique de Corée du Sud. Elle a été observée dans la mer Jaune, dans la mer du Japon et dans la mer de Chine orientale dans l'océan Pacifique.

## Publication originale
- Rho, Min & Chang, 1999 : Taxonomic study of marine tardigrades from Korea. I Genus Batillipes (Heterotardigrada, Batillipedidae). Korean Journal of Systematic Zoology. vol. 15, no 1, p. 107–118.